# Bolszaja Orłowka (obwód rostowski)
Bolszaja Orłowka (ros. Большая Орловка) – miejscowość (słoboda) w Rosji, w obwodzie rostowskim, w rejonie martynowskim. W 2010 liczyła 4063 mieszkańców.